# NGC 7080
NGC 7080 (другие обозначения — PGC 66861, UGC 11756, MCG 4-50-12, ZWG 471.11, NPM1G +26.0474, IRAS21278+2629) — спиральная галактика с перемычкой (SBb) в созвездии Лисичка.
Этот объект входит в число перечисленных в оригинальной редакции «Нового общего каталога».
В галактике вспыхнула сверхновая SN 1998ey, её пиковая видимая звездная величина составила 17,0.
В 2009 году проводилось фотометрическое сравнение галактики с компьютерной симуляцией задачи n-тел. Модель показала хорошее согласования и указала на то, что большую роль на формирование структуры бара играет обмен углового момента.